# František Lydie Gahura
František Lydie Gahura (10 octobre 1896, Zlín - 15 septembre 1958, Brno) est un architecte tchèque célèbre pour sa participation à l'architecture et à l'urbanisme de la ville de Zlín. Élève de Le Corbusier, il travailla pour la société Bata dans les années 1920 et 1930.